# Sara Cometti
Sara Cristina Cometti (Vercelli, 15 de enero de 1977) es una deportista italiana que compitió en esgrima, especialista en la modalidad de espada.
Ganó dos medallas en el Campeonato Europeo de Esgrima, oro en 1999 y bronce en 2003.

## Palmarés internacional
| Campeonato Europeo | Campeonato Europeo | Campeonato Europeo | Campeonato Europeo |
| Año                | Lugar              | Medalla            | Prueba             |
| ------------------ | ------------------ | ------------------ | ------------------ |
| 1999               | Bolzano (Italia)   | Medalla de oro     | Espada por equipos |
| 2003               | Bourges (Francia)  | Medalla de bronce  | Espada por equipos |